# Bernhard Reichenbach
Bernhard Reichenbach (* 12. Dezember 1888 in Berlin; † 19. Februar 1975 in London) war ein kommunistischer Politiker und Journalist.

## Leben
In Hamburg aufgewachsen arbeitete Reichenbach zunächst als Schauspieler, um dann von 1912 bis 1914 in Berlin Literaturwissenschaft, Kunstgeschichte und Soziologie zu studieren; ferner war er in dieser Zeit in der Jugendbewegung und im Vorstand der Freien Studentenschaft aktiv und fungierte als Mitherausgeber der Zeitschrift Der Aufbruch. 1915 bis 1917 Soldat, arbeitete er danach bis 1919 in der Pressestelle des Auswärtigen Amtes.
1917 war Reichenbach Gründungsmitglied der USPD und rief 1920, ohne vorher Mitglied der KPD gewesen zu sein, die Kommunistische Arbeiterpartei Deutschlands (KAPD) mit ins Leben, deren Organ Kommunistische Arbeiter-Zeitung er zeitweise leitete. 1921 vertrat er die KAPD im Exekutivkomitee der Kommunistischen Internationale und auf dem Dritten Komintern-Kongress im gleichen Jahr in Moskau; dort verhandelte er auch mit Lenin über die Aufnahme der KAPD als Vollmitglied. 1922 gemeinsam mit Karl Schröder als Teil der Essener Richtung aus der KAPD ausgeschlossen, trat Reichenbach – ohne seine bisherige politische Überzeugung aufzugeben – 1925 in die SPD ein und arbeitete als Veranstaltungs-Referent bei den Jungsozialisten und der SAJ. Beruflich war er als Prokurist in einem Chemiebetrieb in Krefeld tätig.
1930/31 spielte Reichenbach eine zentrale Rolle im Gründungsprozess der rätekommunistischen Roten Kämpfer, indem er die Kontakte linksoppositioneller SAJ-Gruppen zum Kreis um Karl Schröder, Alexander Schwab und Arthur Goldstein in Berlin herstellte. Von 1931 bis zu seinem Ausschluss im August 1932 arbeitete er entristisch innerhalb der SAPD und konnte dort ebenfalls Mitglieder für die Roten Kämpfer gewinnen. 1932/33 war er führend für die Umstellung der Organisationsarbeit auf Bedingungen der Illegalität verantwortlich.
Nachdem er 1934 Berufsverbot als Journalist erhalten hatte und zwei Hausdurchsuchungen durch die Gestapo erlitt, emigrierte Reichenbach 1935 über die Niederlande nach Großbritannien, wo er sich in London niederließ. Hier trat er der Labour Party bei und arbeitete mit exilierten Sozialdemokraten zusammen. 1940 bis 1941 interniert, arbeitete Reichenbach zunächst als Redakteur für die vom Foreign Office herausgegebene Kriegsgefangenenzeitung Die Wochenpost.
Nach Kriegsende war Reichenbach als Londoner Korrespondent u. a. für den Süddeutschen Rundfunk und die Westfälische Rundschau tätig. 1958 nahm er das Bundesverdienstkreuz 1. Klasse entgegen.

## Werke
- Planung und Freiheit. Die Lehren des englischen Experiments. Frankfurt/Main 1954
- England am Kreuzweg seiner Geschichte. Dortmund 1961